# Curitiba Challenger 1993
Il Curitiba Challenger 1993 è stato un torneo di tennis facente parte della categoria ATP Challenger Series nell'ambito dell'ATP Challenger Series 1993. Il torneo si è giocato a Curitiba in Brasile dal 18 al 24 ottobre 1993 su campi in terra rossa.

## Vincitori

### Singolare
Gilbert Schaller ha battuto in finale  Christian Miniussi con il punteggio di 6–4, 6–0

### Doppio
João Cunha e Silva /  Jack Waite hanno battuto in finale  Francisco Montana /  Gilbert Schaller con il punteggio di 4–6, 6–3, 6–0